# Berit Johansson

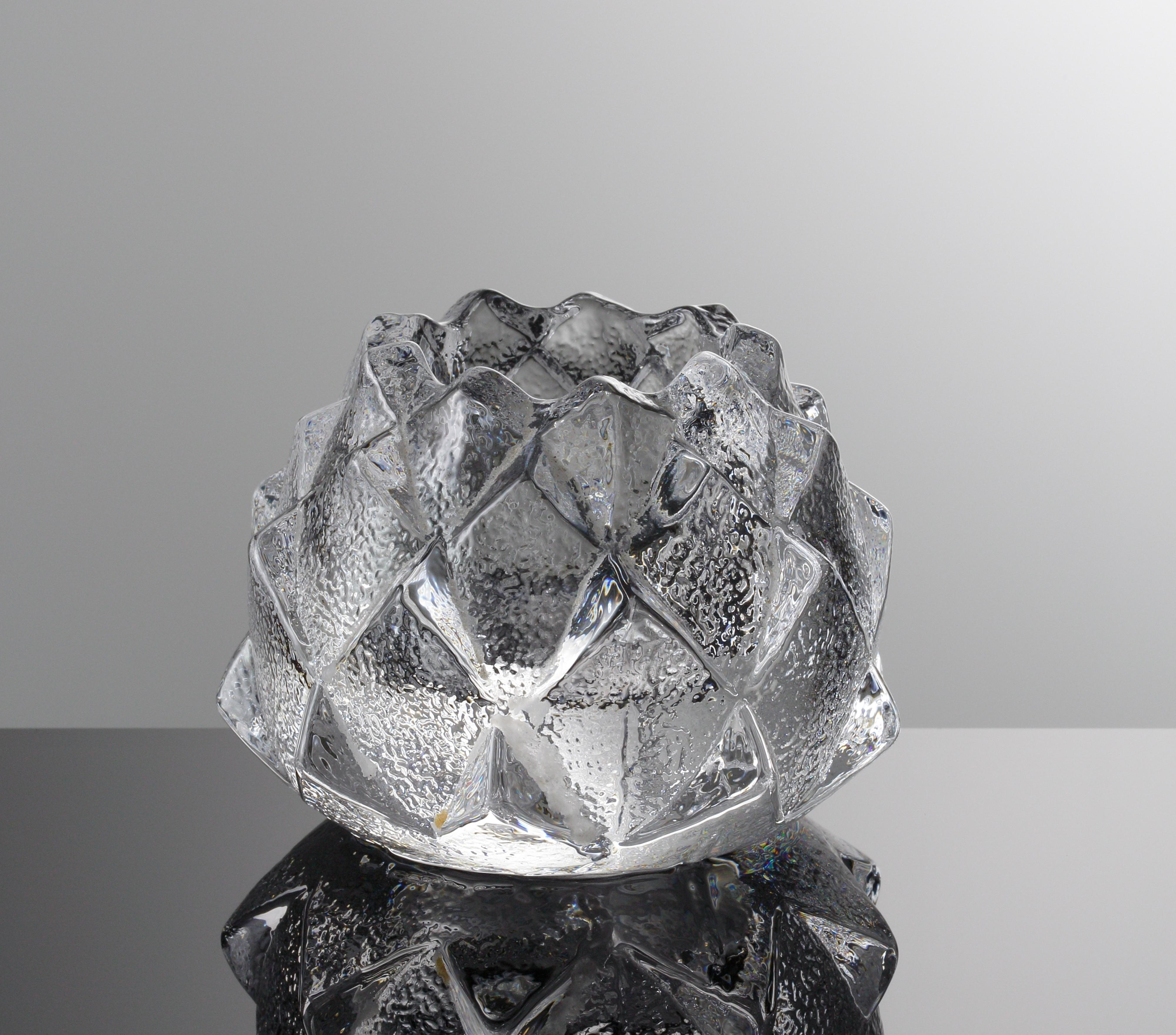
Ljuslykta Nimbus formgiven av Berit Johansson för Orrefors 1981

Berit Johansson, född 9 maj 1945 i Vadstena, död 19 december 2021, är en svensk glaskonstnär och formgivare. Berit var gift med glaskonstnären Jan Johansson och hade två barn.
Johansson är utbildad vid Åke Pernbys konstskola 1963 och Konstfack i Stockholm 1964–1969. Hon arbetade för Orrefors glasbruk 1969–1983 och gör sitt  konstglas i samarbete med Sjöhyttan i Älghult, Småland. Åren 1990–1998 var hon knuten till glashusen Venini, Salviati och sedan 1998 till Pauly i Venedig.  
Berit Johanssons formspråk består av starka och klara färger, ofta med abstrakta och naturinspirerade motiv. 
Johansson finns representerad i Corning Museum of Glass i New York, Röhsska museet[källa behövs] i Göteborg, Smålands museum, Sveriges glasmuseum i Växjö, Östergötlands länsmuseum, Sveriges ambassad i New Delhi och Pauly CVM Palats i Venedig.

## Priser och utmärkelser
- 1995 Svensk Form för glasservisen Amor.
- 2011 Kulturpris ur förre landshövdingen Rolf Wirténs Kulturstiftelse